# Коензим A
Коензим A е един от най-важните, получени от витамини, коензими, наред с НАД, който е получен от витамин B3. Коензим A е получен от витамин B5 (пантотеновата киселина).
Пантотеновата киселина е прекурсор на коензим A. За катализата на определени реакции ензимите често се нуждаят от кофактори. Коензим A играе роля в клетъчния метаболизъм, като участва в разнообразни биохимични процеси – участва в реакции на пренос на ацилна група, в биосинтеза на мастни киселини, поликетиди, нерибозомни пептиди и други.
Много организми, в това число животните и някои патогенни прокариоти и еукариоти, трябва да си набавят пантотенова киселина от външната среда. Някои бактерии, гъби и растения обаче могат да си я синтезират.